# Guadalupe (Califòrnia)
Guadalupe és una població dels Estats Units a l'estat de Califòrnia. Segons el cens del 2000 tenia 5.659 habitants.

## Demografia
Segons el cens del 2000, Guadalupe tenia 5.659 habitants, 1.414 habitatges, i 1.217 famílies. La densitat de població era de 1.583,3 habitants/km².
Dels 1.414 habitatges en un 53,8% hi vivien nens de menys de 18 anys, en un 62,8% hi vivien parelles casades, en un 16,9% dones solteres, i en un 13,9% no eren unitats familiars. En l'11,2% dels habitatges hi vivien persones soles el 6,2% de les quals corresponia a persones de 65 anys o més que vivien soles. El nombre mitjà de persones vivint en cada habitatge era de 4 i el nombre mitjà de persones que vivien en cada família era de 4,24.
Per edats la població es repartia de la següent manera: un 35,6% tenia menys de 18 anys, un 11,7% entre 18 i 24, un 28,9% entre 25 i 44, un 15,2% de 45 a 60 i un 8,5% 65 anys o més.
L'edat mediana era de 27 anys. Per cada 100 dones de 18 o més anys hi havia 101,4 homes.
La renda mediana per habitatge era de 31.205 $ i la renda mediana per família de 31.042 $. Els homes tenien una renda mediana de 24.250 $ mentre que les dones 17.870 $. La renda per capita de la població era d'11.608 $. Entorn del 23,4% de les famílies i el 25% de la població estaven per davall del llindar de pobresa.

## Poblacions més properes
El següent diagrama mostra les poblacions més properes.